# Chira (zoologia)
Chira Peckham & Peckham, 1896 è un genere di ragni appartenente alla famiglia Salticidae.

## Etimologia
Il nome deriva dal fiume Chira che scorre fra l'Ecuador meridionale e il Perù settentrionale, luogo di rinvenimento delle prime specie attribuite al genere.

## Distribuzione
Le 16 specie oggi note di questo genere sono diffuse in America meridionale, in modo particolare in Guyana, Brasile, Perù, Argentina, Bolivia e Uruguay; solo 2 specie, C. spinosa e C. trivittata sono rinvenute anche in America centrale

## Tassonomia
Questo genere venne denominato Shira originariamente dai coniugi Peckham per un'errata traslitterazione del nome del fiume Chira. L'emendamento al nome corretto portato dall'aracnologo Eugène Simon nel 1902 è stato confermato dalla Commissione internazionale di nomenclatura nel 1961 su indicazione dell'aracnologa María Elena Galiano.
A maggio 2010, si compone di 16 specie:
- Chira distincta Bauab, 1983 — Brasile
- Chira fagei Caporiacco, 1947 — Guyana
- Chira flavescens Caporiacco, 1947 — Guyana
- Chira gounellei (Simon, 1902) — Brasile, Paraguay, Argentina
- Chira guianensis (Taczanowski, 1871) — dal Perù alla Guyana
- Chira lanei Soares & Camargo, 1948 — Brasile
- Chira lucina Simon, 1902 — Brasile, Guyana
- Chira micans (Simon, 1902) — Brasile, Paraguay
- Chira reticulata (Mello-Leitão, 1943) — Brasile
- Chira simoni Galiano, 1961 — Brasile, Paraguay
- Chira spinipes (Taczanowski, 1871) — dal Perù alla Guyana
- Chira spinosa (Mello-Leitão, 1939) — dall'Honduras all'Argentina
- Chira superba Caporiacco, 1947 — Guyana
- Chira thysbe Simon, 1902 — Brasile, Guyana
- Chira trivittata (Taczanowski, 1871)[2] — dal Guatemala alla Bolivia
- Chira typica (Mello-Leitão, 1930) — Brasile